# Пак (мифология)
Пак (также Пэк или Пук; англ. Puck, у датчан Pokker), в фольклоре фризов, саксов и скандинавов — лесной дух (подобный античному Пану), пугающий людей или заставляющий их блуждать по чаще. Он также считается аналогом домового (Hauskobold), так как, по поверью, если ему оставлять еду, он может помочь по хозяйству. В Англии его также называют Хоб (Hob, см. также хоббит и хобгоблин) и Робин Славный Малый (Robin Goodfellow).

## В фольклоре
В народных сказаниях и суеверии скандинавских племён Пак представляется как существо скорее пугающее, почти демоническое. В английском фольклоре это весёлый эльф, трикстер, шутник и шалун.
Ежегодно с 10 по 12 августа в Киллорглине (графство Керри) проводится ярмарка Пака — одна из старейших в Ирландии.

## В культуре
Пак — персонаж комедий «Сон в летнюю ночь» Вильяма Шекспира и «Печальный пастух» Бена Джонсона.
У Киплинга в «Паке с Холмов» Пак предстаёт духом-хранителем Старой Англии, последним из оставшихся фей Холмов. Он рассказывает детям сказки и приводит к ним людей из прошлого их страны.
В манге Кэнтаро Миуры «Берсерк» присутствует одноимённый персонаж, схожий с фольклорным описанием.
Персонаж из игры Dota 2.
Одноимённый персонаж Пак из игры «Rusted Moss» является одним из низших видов фей. Упоминается также, что Пак это не только имя героя, но и название его вида[значимость факта?].
В игре God of War 2018 года Мимир говорит Кратосу, что до службы Одину служил королю фей. Также в следующей игре норны упоминают это имя при обращении к нему, а также, что раньше он служил Титании.